# Leuciscus

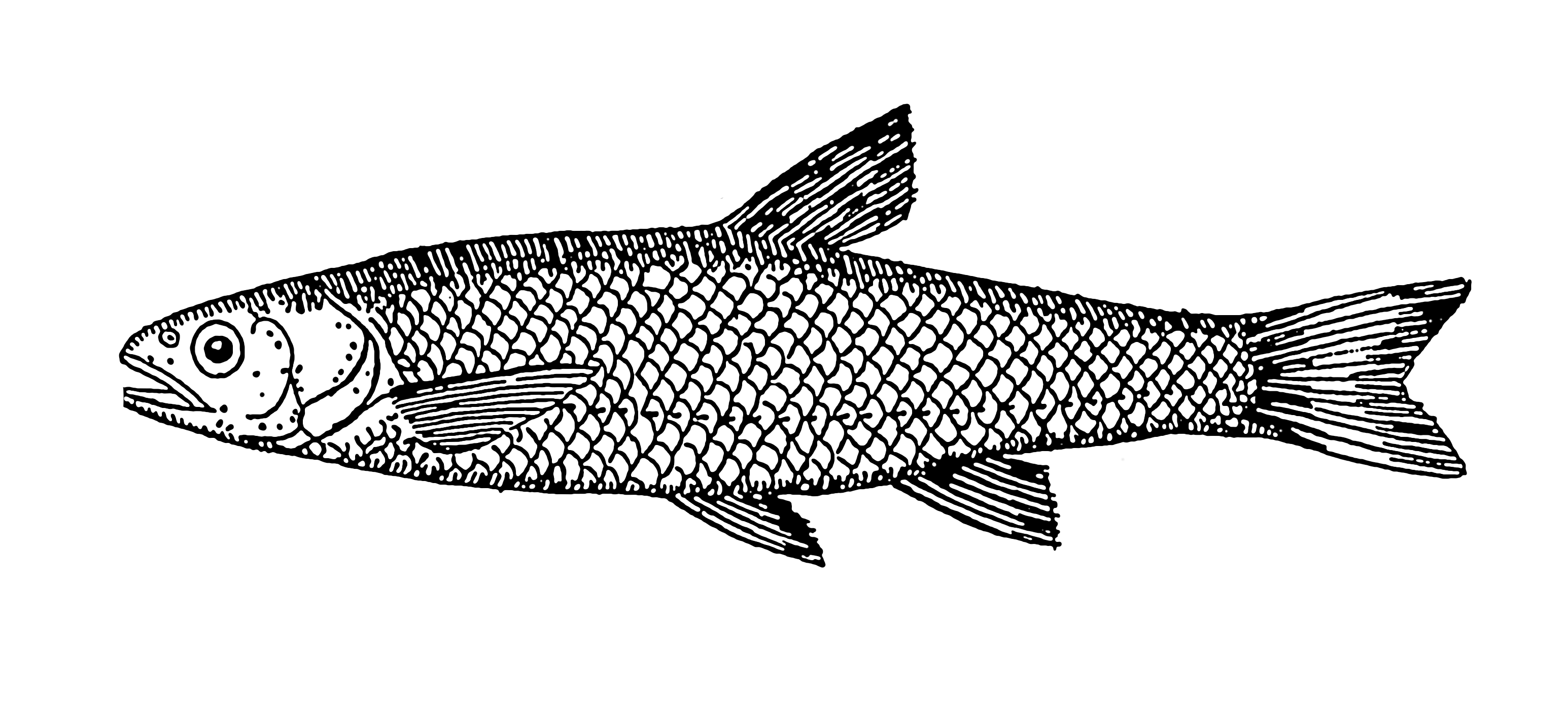
L. leuciscus

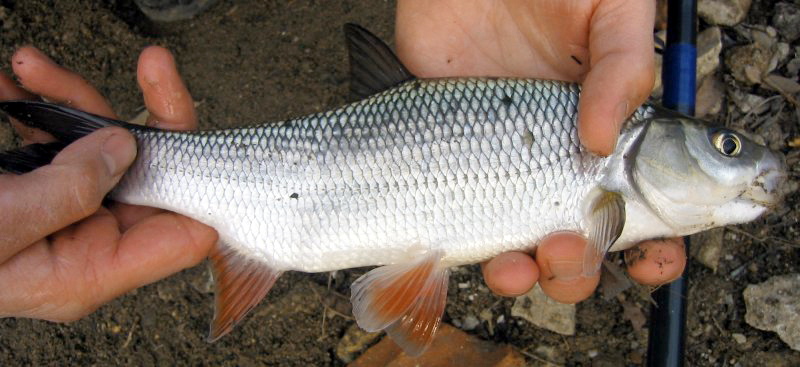
Detalle de las aletas de L. idus

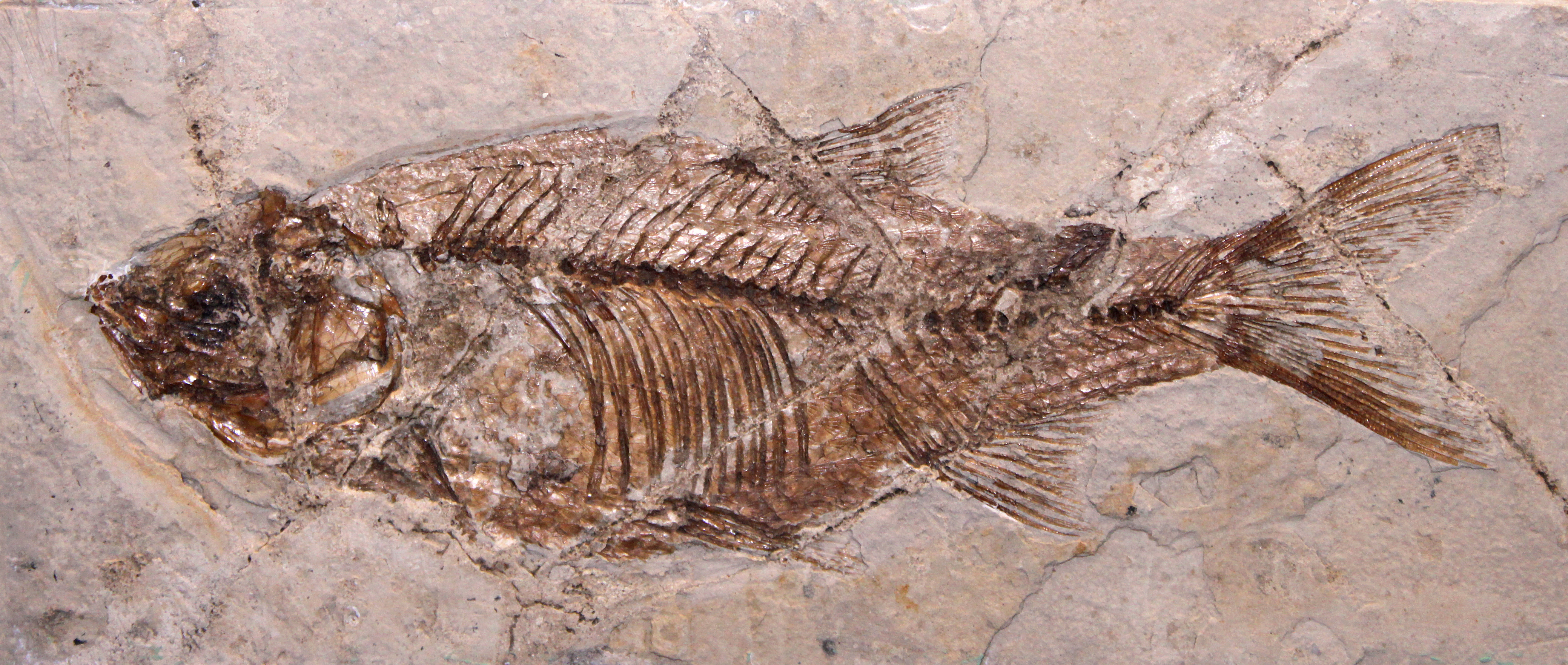
Fósil de L. oeningensis

El género Leuciscus son peces ciprínidos de agua dulce incluidos en el orden Cypriniformes, distribuidos por Asia occidental y Europa oriental, con algunas especies mantenidas en acuarios como por ejemplo la especie «cacho» (Leuciscus idus).
Su hábitat natural es bentopelágico de clima templado a tropical, viviendo en arroyos y pequeños ríos donde se alimentan la mayoría de las especies de pequeños invertebrados. La especie «leucisco» (Leuciscus leuciscus) ha sido introducida en gran parte de Europa por su interés para la pesca deportiva comportándose en algunos países como una plaga que ha producido un impacto ambiental negativo ecológico.

## Especies
Existen 27 especies agrupadas en este género:
- Género Leuciscus:
  - Leuciscus anatolicus (Bogutskaya, 1997)
  - Leuciscus baicalensis (Dybowski, 1874)
  - Leuciscus bergi (Kashkarov, 1925)
  - Leuciscus burdigalensis (Valenciennes, 1844)
  - Leuciscus cephaloides (Battalgil, 1942)
  - Leuciscus chuanchicus (Kessler, 1876)
  - Leuciscus danilewskii (Kessler, 1877)
  - Leuciscus dzungaricus (Paepke y Koch, 1998)
  - Leuciscus gaderanus (Günther, 1899)
  - Leuciscus idus (Linnaeus, 1758) - Cacho o Cachuelo
  - Leuciscus illyricus (Heckel y Kner, 1858)
  - Leuciscus latus (Keyserling, 1861)
  - Leuciscus lehmanni (Brandt, 1852)
  - Leuciscus leuciscus (Linnaeus, 1758) - Leucisco
  - Leuciscus lindbergi (Zanin y Eremejev, 1934)
  - Leuciscus merzbacheri (Zugmayer, 1912)
  - Leuciscus microlepis (Heckel, 1843)
  - Leuciscus montenigrinus (Vukovic, 1963)
  - Leuciscus pleurobipunctatus (Stephanidis, 1939)
  - Leuciscus polylepis (Steindachner, 1866)
  - Leuciscus schmidti (Herzenstein, 1896)
  - Leuciscus souffia (Risso, 1827)
  - Leuciscus spurius (Heckel, 1843)
  - Leuciscus svallize (Heckel y Kner, 1858)
  - Leuciscus turskyi (Heckel, 1843)
  - Leuciscus ukliva Heckel, 1843()
  - Leuciscus waleckii (Dybowski, 1869)